# BYD Yuan
Le BYD Yuan est un modèle de véhicule métis produit par BYD depuis mars 2016, il est actuellement disponible uniquement en tant que véhicule électrique. Une version essence et une version hybride étaient auparavant proposées. La version essence a été vendue depuis 2015 sous le nom de BYD S1 avant d'être renommée et de faire partie de la famille Yuan, inspiré par la dynastie du même nom. Sur certains marchés, le nom S1 a été conservé et réutilisé même pour le Yuan tout électrique. Le BYD S2 est un multisegment sous-compact entièrement électrique qui est essentiellement un Yuan rebadgé plus petit, plus petit que le Yuan et le S1 et lancé en 2019.
Le modèle de deuxième génération appelé Yuan Plus a été dévoilé en juillet 2021, avec des dimensions légèrement plus grandes, avec un design plus haut de gamme et avec la batterie à lame de BYD. Il devrait également être commercialisé avec une conduite à droite sous le nom BYD Atto 3 à Singapour et en Australie.

## Première génération
Le BYD Yuan est le quatrième produit et le troisième crossover de la marque utilisant le système de dénomination des dynasties chinoises, après le crossover compact BYD Song, le crossover intermédiaire BYD Tang et la berline compacte BYD Qin. Tout comme pour le BYD Song, BYD a décidé d'utiliser le même nom (Yuan) pour toute la gamme de groupes motopropulseurs, y compris une version essence, une version hybride et une version électrique (avant, la version essence était connue sous le nom de S1, tandis que les versions hybrides et électriques utilisaient la plaque signalétique Yuan depuis le début).

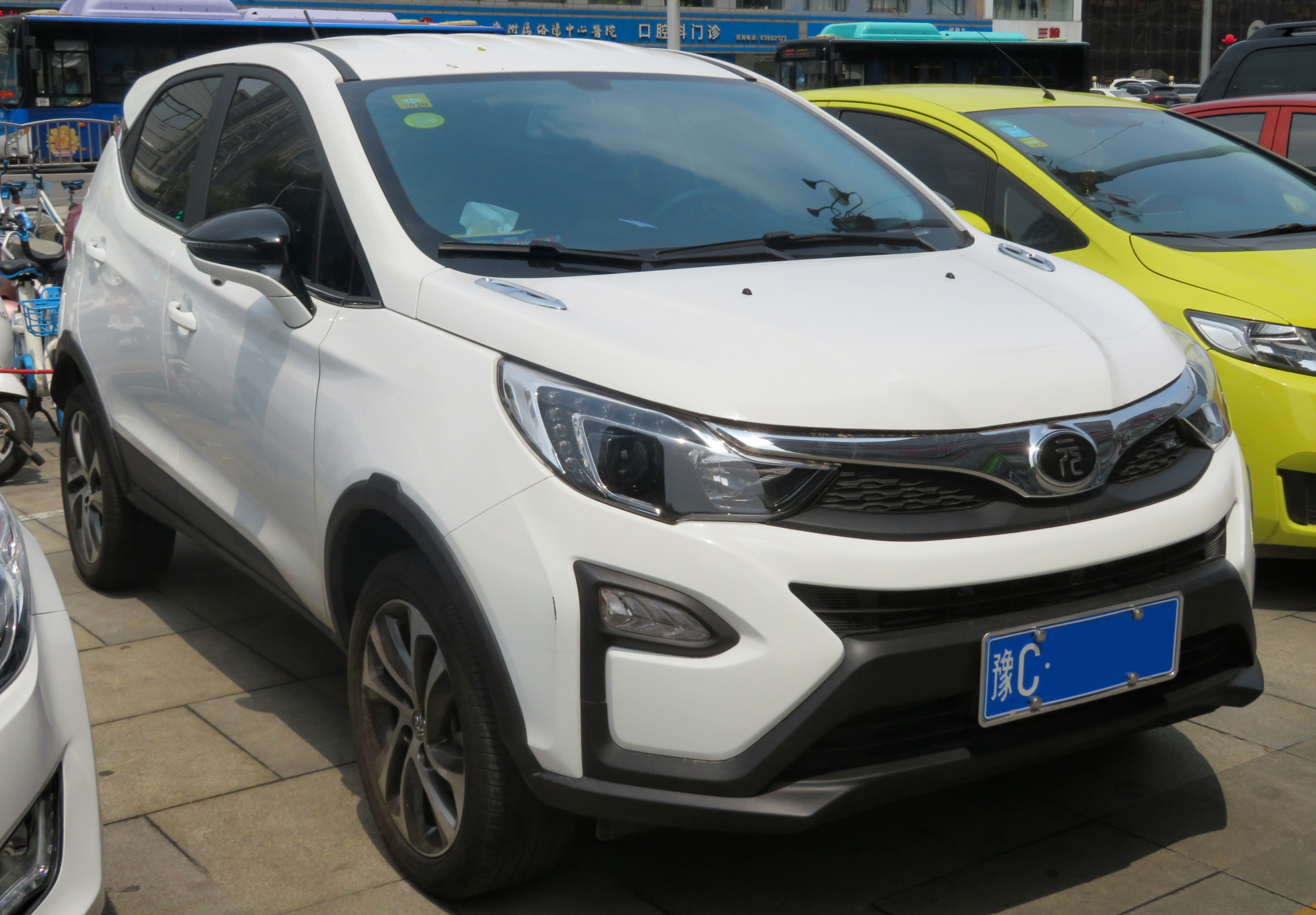
BYD Yuan pré-lifting vue avant
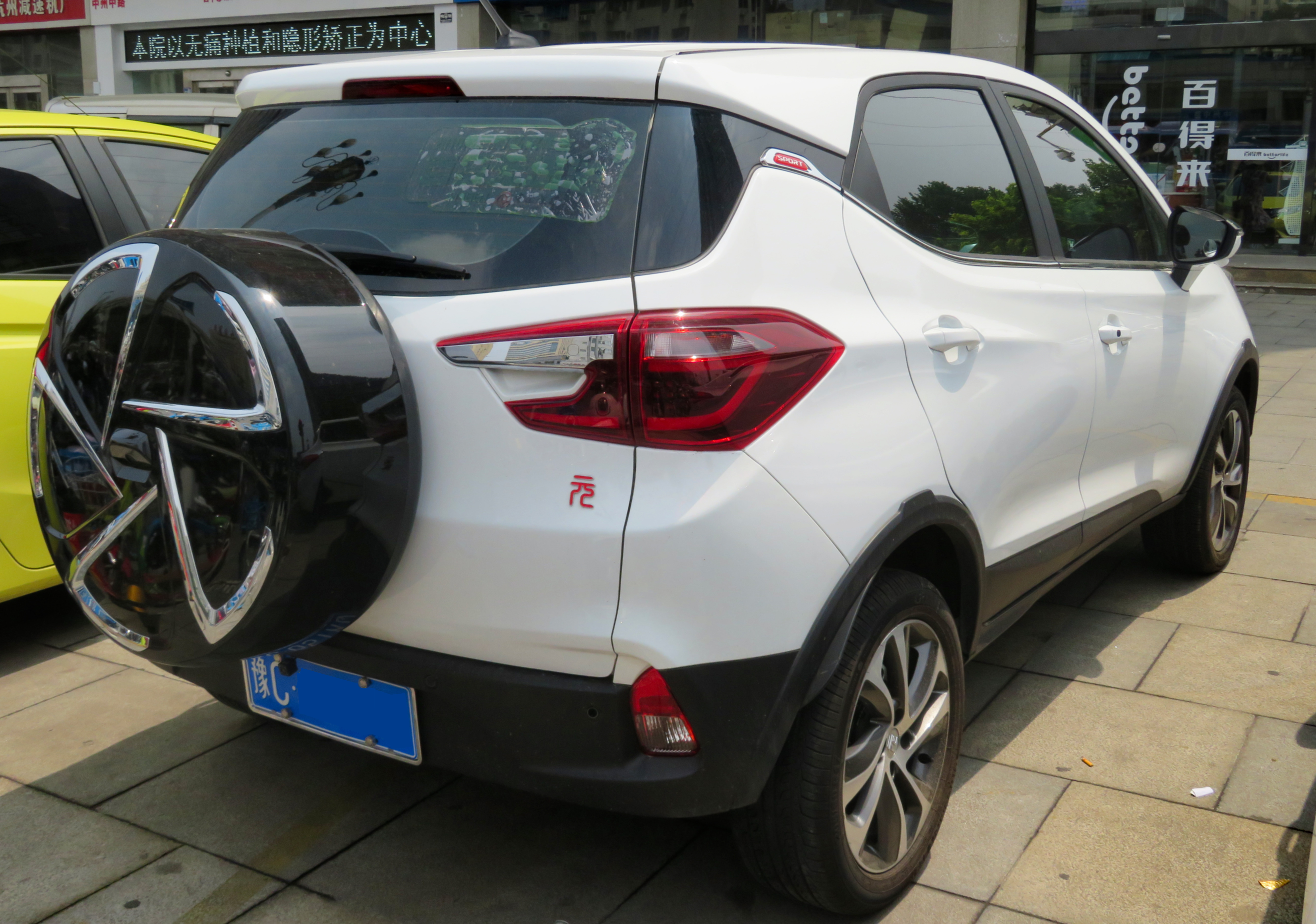
BYD Yuan pré-lifting vue arrière

### BYD S1
Le BYD Yuan est un modèle de véhicule métis produit par BYD depuis mars 2016, il est actuellement disponible uniquement en tant que véhicule électrique. Une version essence et une version hybride étaient auparavant proposées. La version essence a été vendue depuis 2015 sous le nom de BYD S1 avant d'être renommée et de faire partie de la famille Yuan, inspiré par la dynastie du même nom. Sur certains marchés, le nom S1 a été conservé et réutilisé même pour le Yuan tout électrique. Le BYD S2 est un multisegment sous-compact entièrement électrique qui est essentiellement un Yuan rebadgé plus petit, plus petit que le Yuan et le S1 et lancé en 2019.
Sur certains marchés non chinois, l'ancien nom S1 a été conservé, malgré le changement de nom du véhicule en Chine, la version électrique du Yuan était connue sur certains marchés sous le nom de S1 EV.

### BYD Yuan lifting et Yuan EV

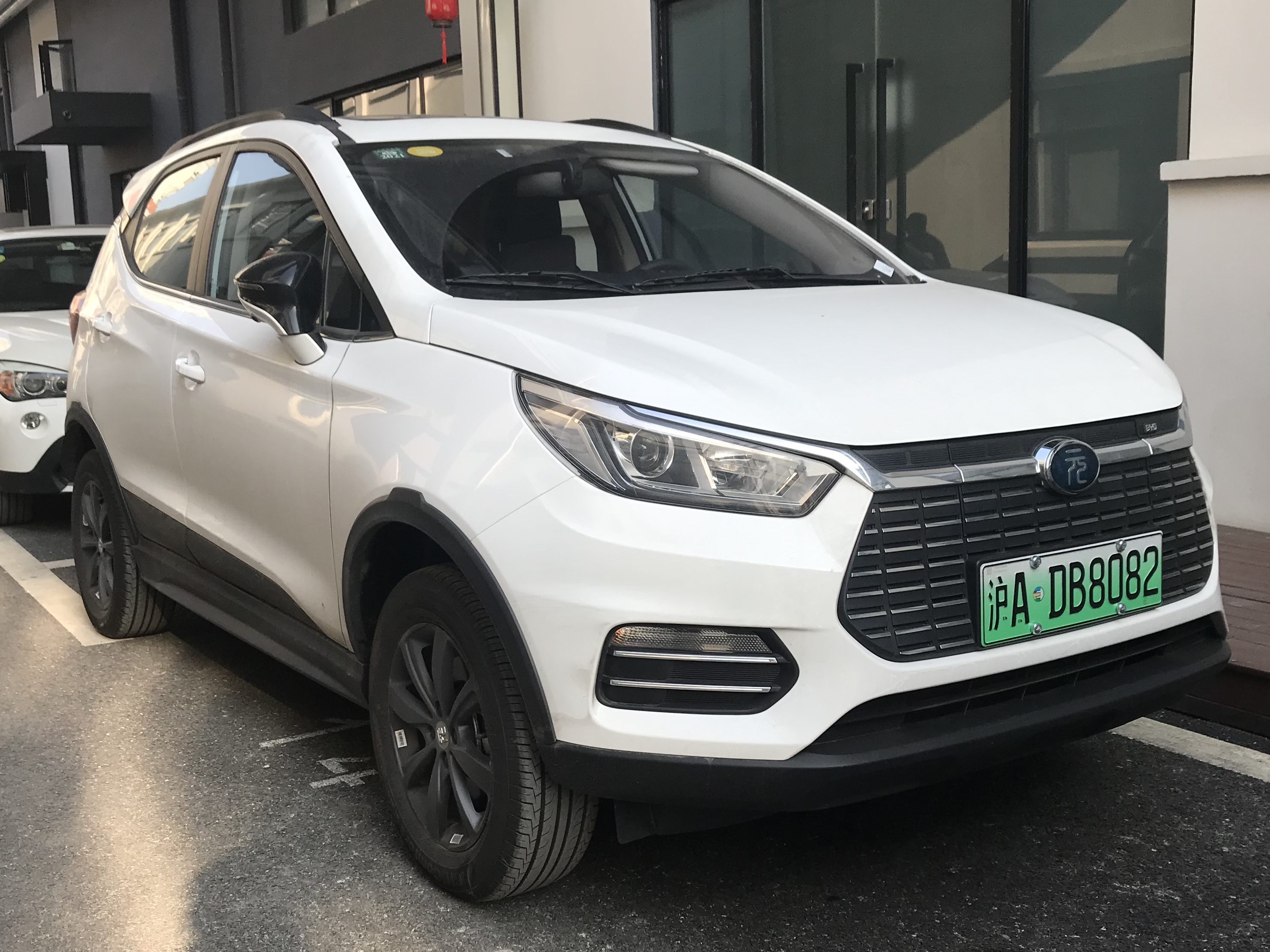
BYD Yuan EV lifté vue avant
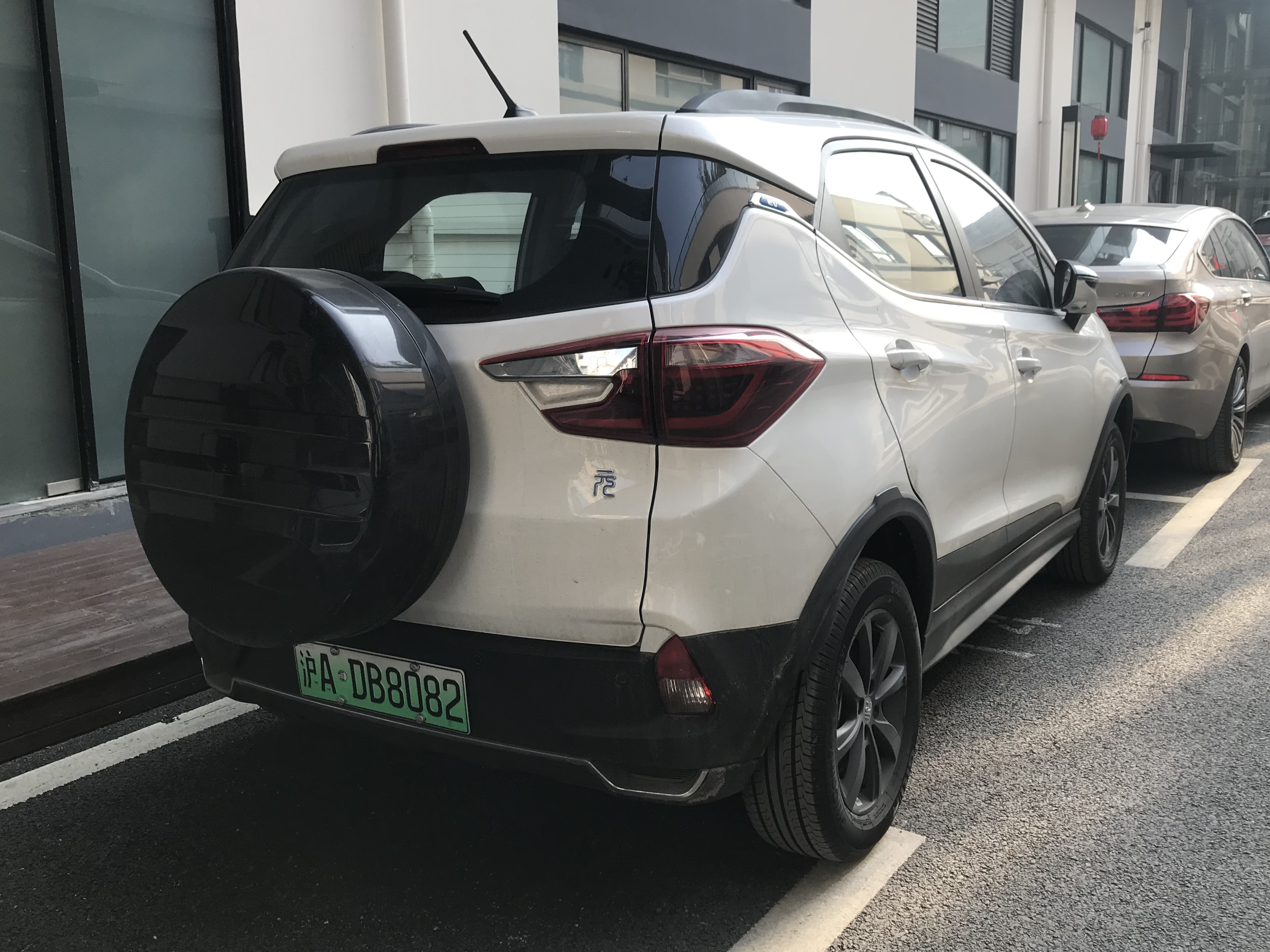
BYD Yuan EV lifté vue arrière
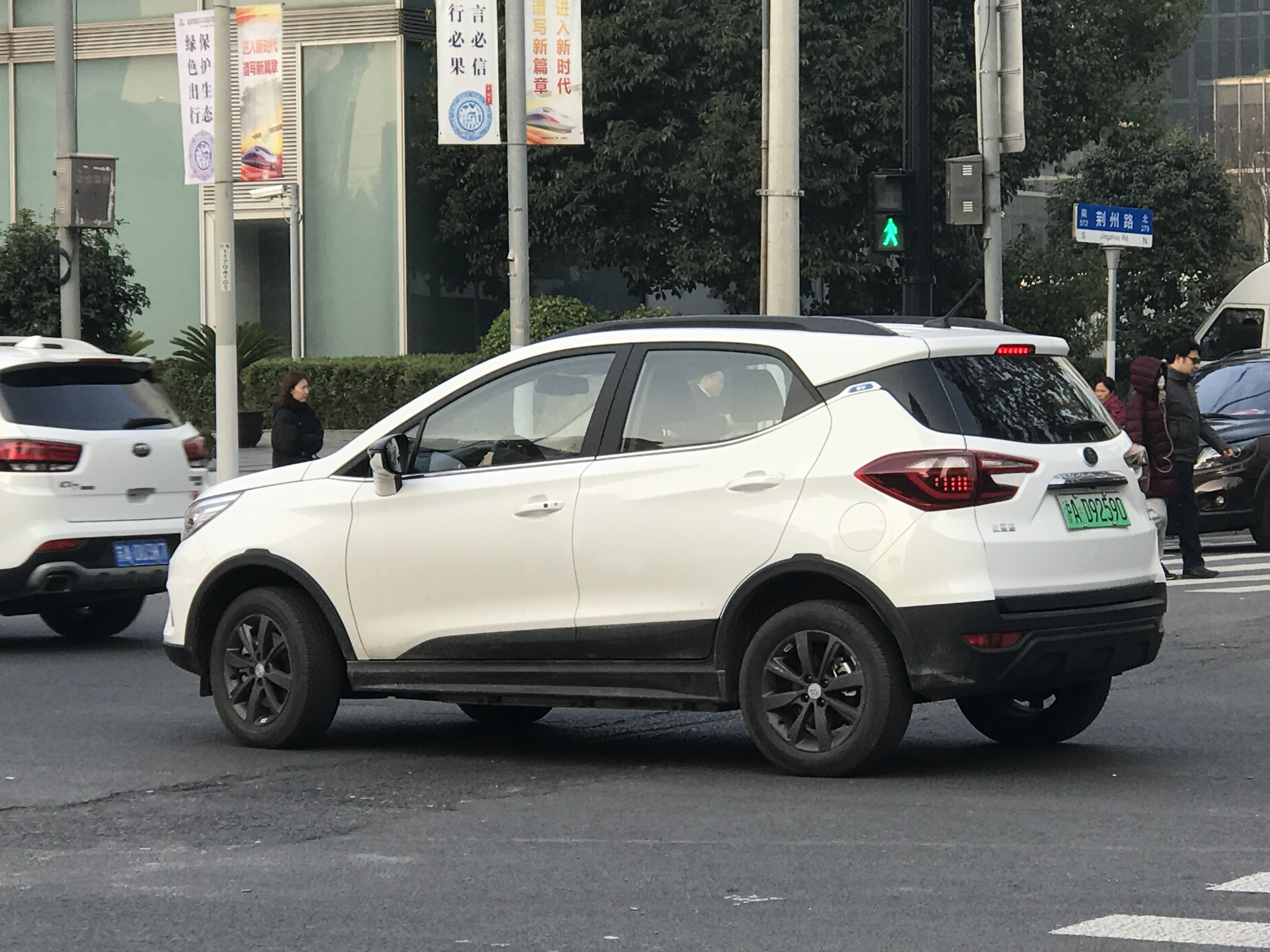
BYD Yuan EV lifté sans la roue de secours à l'arrière

En 2018, le BYD Yuan a été rénové, avec le nouveau style "Dragon Face" de l'avant, avec toutes les autres productions de la série "dynasty". Le Yuan EV360 tout électrique a également été lancé avec des prix allant de 79 900 à 99 900 yuans. Le BYD Yuan EV360 dispose d'une batterie de 43,2 kWh avec une autonomie maximale de 305 km. Le BYD Yuan EV535 possède une batterie plus grande de 53,2 kWh.

### Yuan EV de 2020
Depuis août 2020, les variantes du Yuan annoncées par BYD en Chine sont entièrement électriques. Aux côtés du BYD Yuan EV360 2019 (batterie de 42 kWh), le BYD Yuan EV 2020 est proposé avec une batterie de 53,22 kWh. Selon la norme NEDC, la portée est de 410 km.

### Yuan Pro lifté de 2021
Le Yuan EV a reçu un lifting pour l'année modèle 2021 appelé le Yuan Pro. En matière de performances, le Yuan Pro est disponible avec un seul moteur produisant 136 ch et un couple de 210 Nm. Le Yuan Pro est équipé d'une batterie à lame au lithium fer phosphate de 50,1 kWh développée par BYD qui est capable d'une portée NEDC de 401 km.
L'intérieur est en grande partie repris du modèle pré-lifting avec l'écran multimédia de 10,1 pouces et est intégré au système connecté intelligent DiLink3.0 avec commande vocale, notifications vocales, appels téléphoniques Bluetooth, connectivité téléphonique et télévision mobile embarquée.

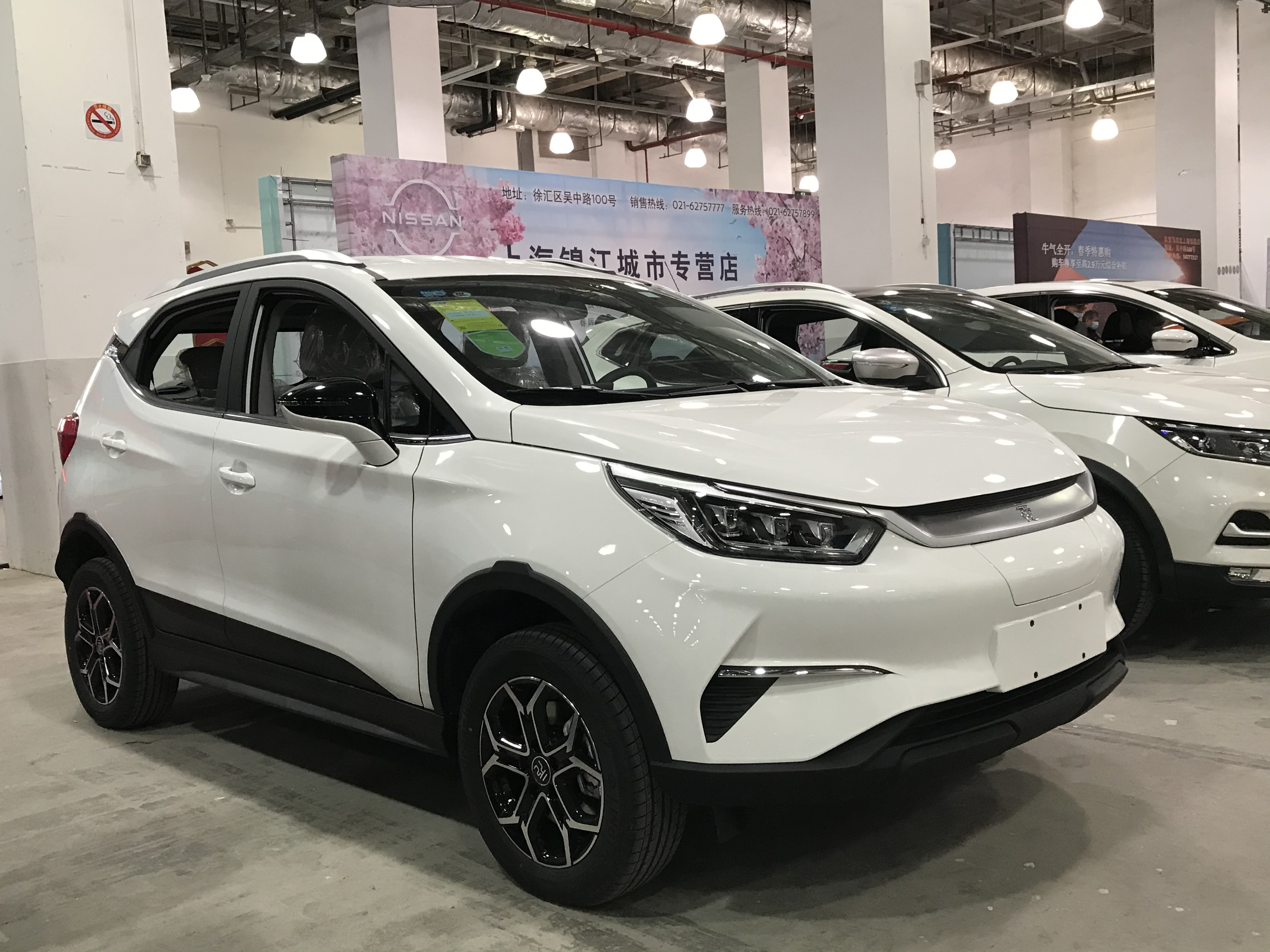
BYD Yuan Pro EV vue avant
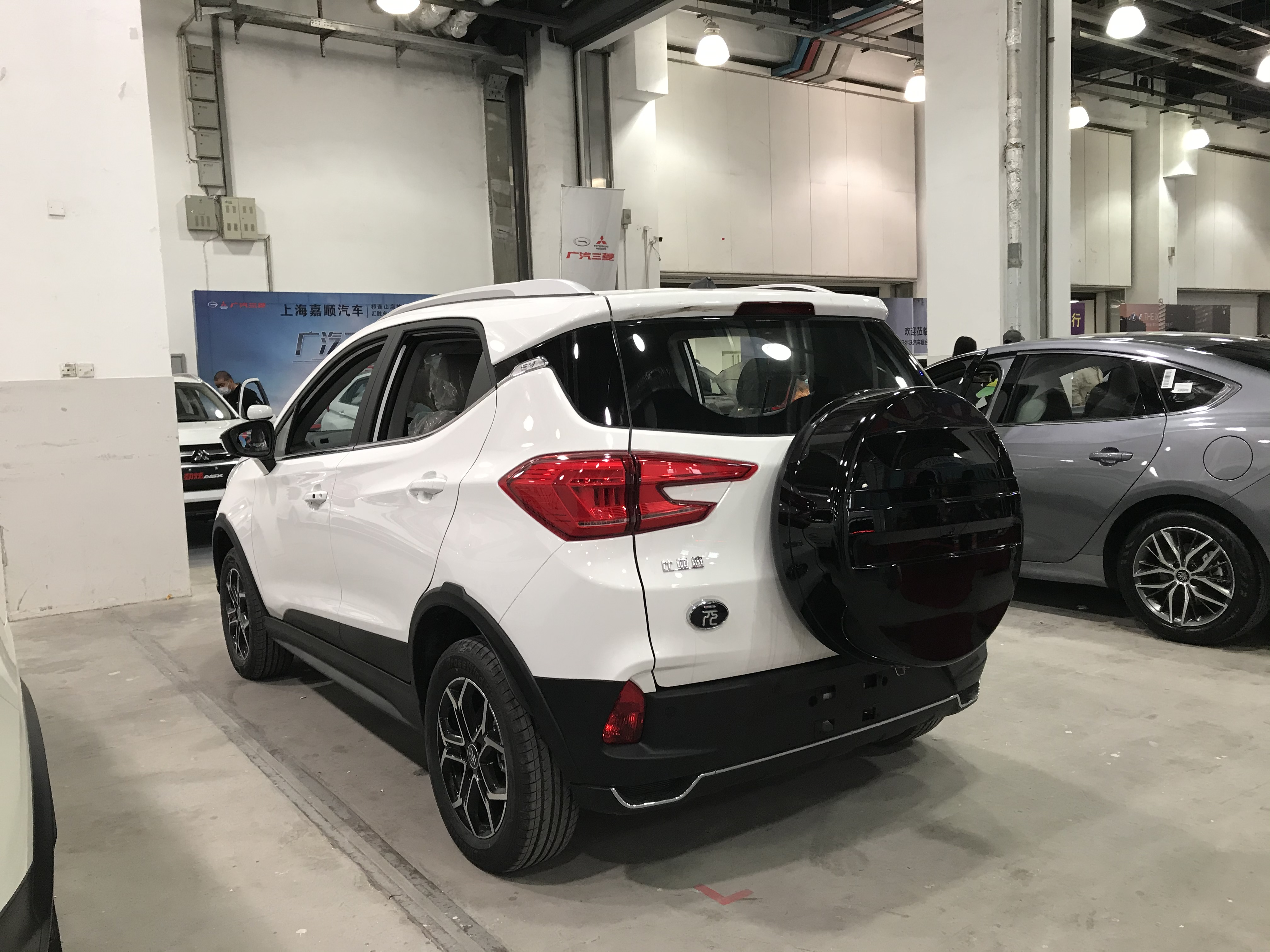
BYD Yuan Pro EV vue arrière

### BYD S2
Le BYD S2 est un multisegment sous-compact entièrement électrique vendu en Chine depuis 2019. La capacité de la batterie est de 40,62 kWh avec une portée NEDC de 305 km.

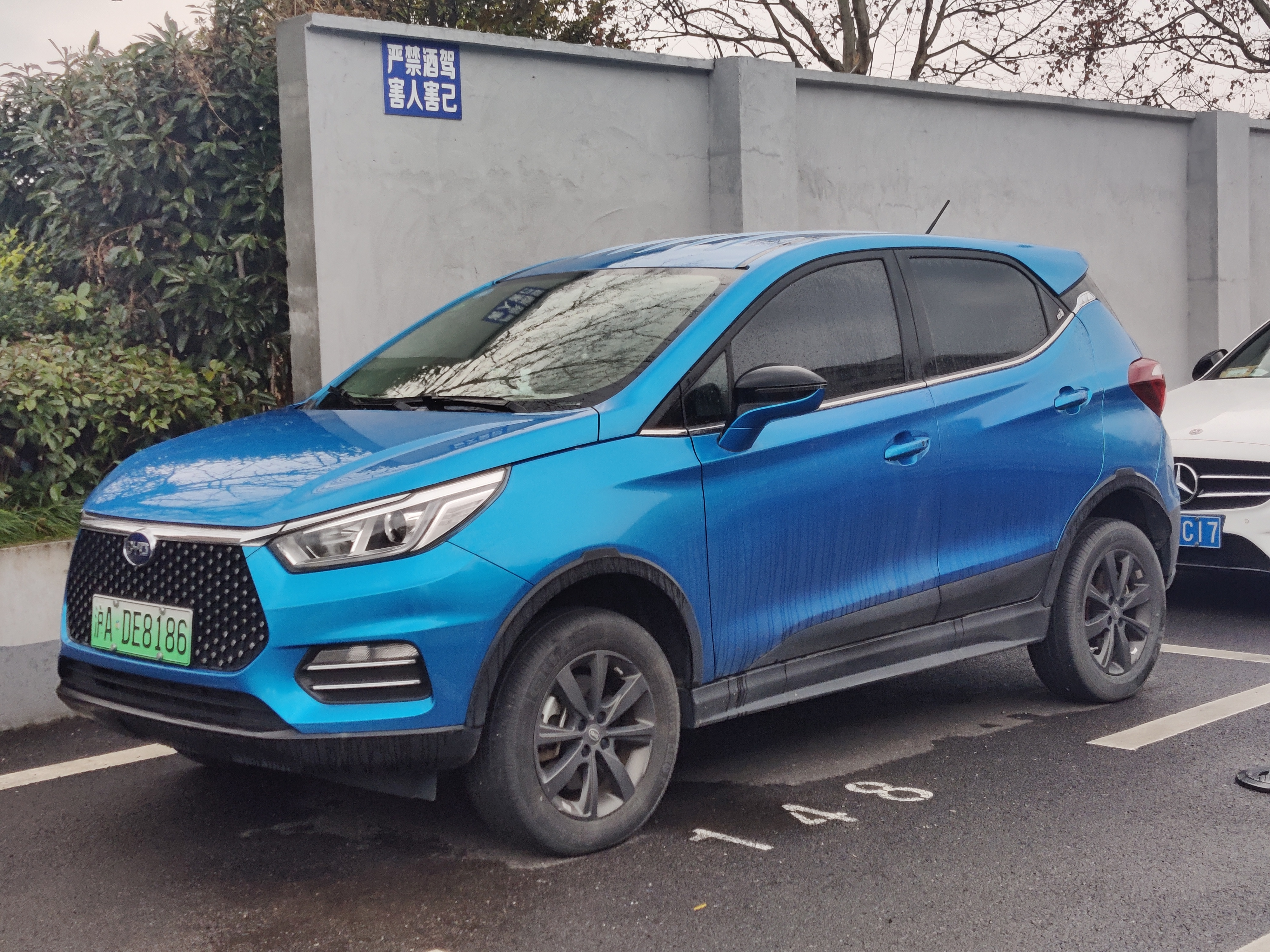
BYD S2 vue avant
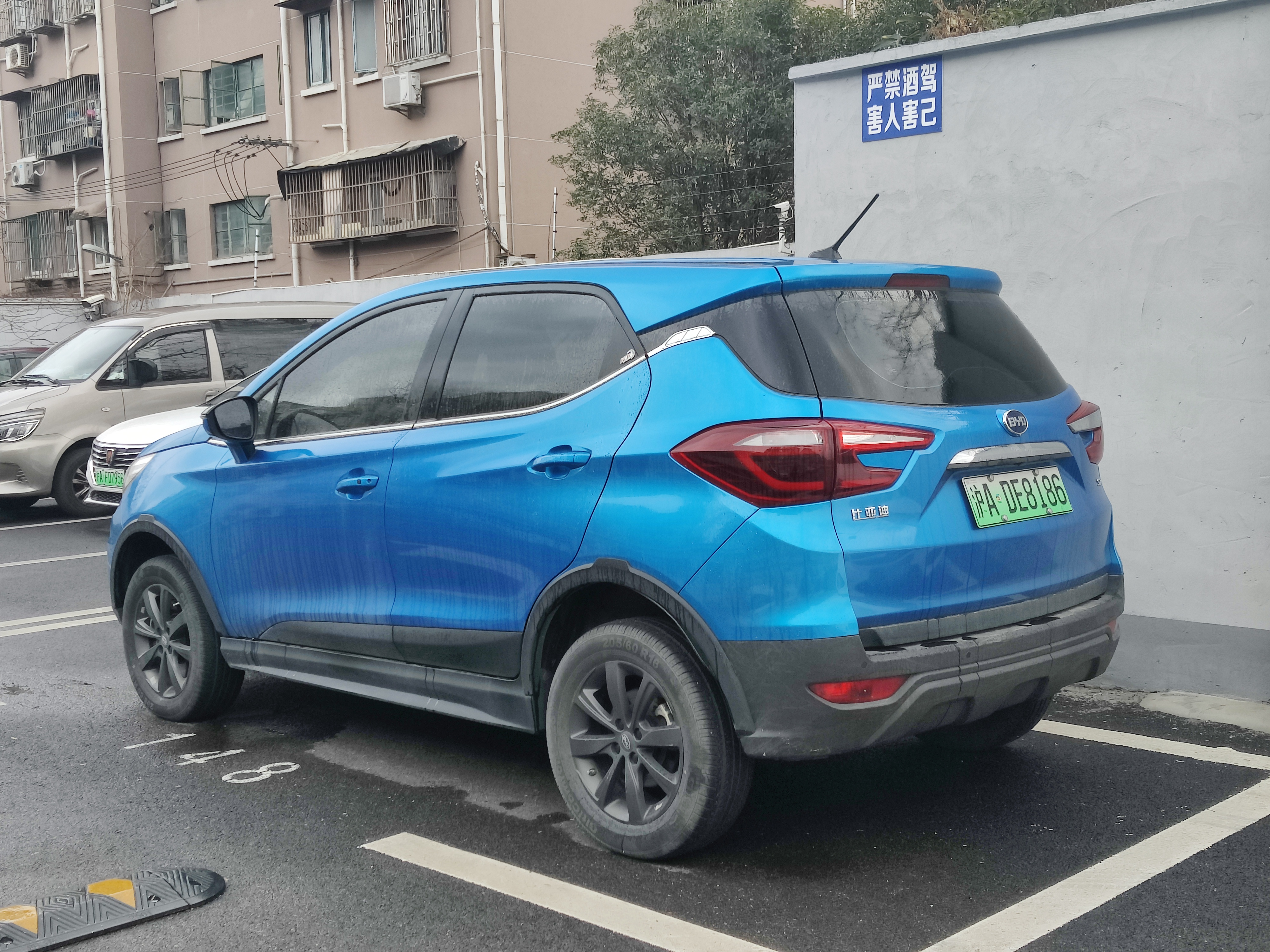
BYD S2 vue arrière

## Deuxième génération (Yuan Plus)

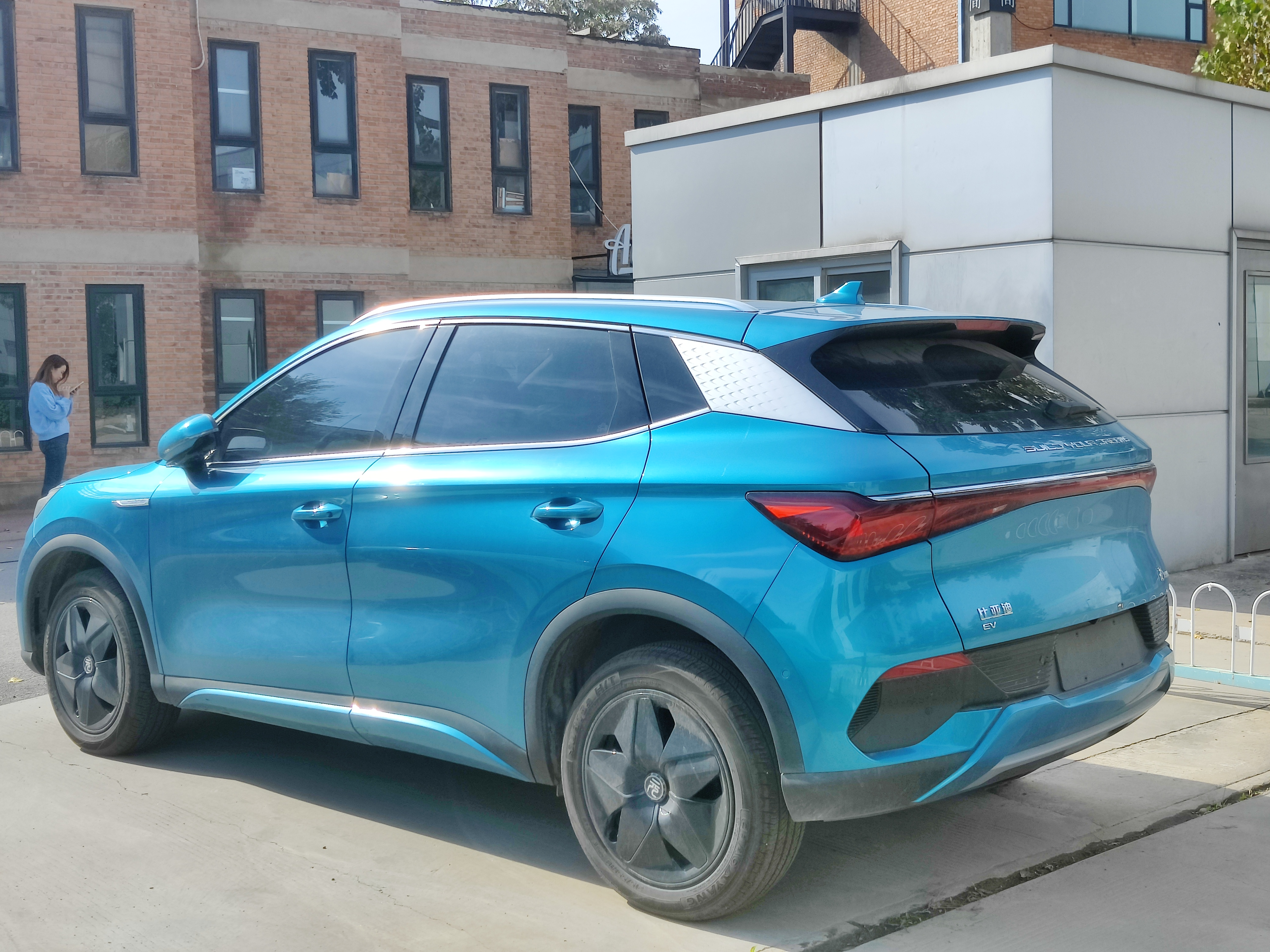
BYD Yuan Plus vue arrière

La nouvelle d'un modèle de deuxième génération a fait surface en juillet 2021, le modèle portant la marque Yuan Plus pour le différencier du Yuan de première génération qui a continué à être vendu. Le modèle est nommé Atto 3 en Australie. Le Yuan Plus est nettement plus grand que le Yuan de base et le Yuan Pro, et sa taille est plus proche d'un crossover de segment compact.
Le Yuan Plus est basé sur l'e-Platform 3.0 de BYD et est équipé d'un moteur électrique 204 ch fournissant 310 Nm de couple, la puissance provenant de la batterie à lame au lithium fer phosphate.
Le Yuan Plus propose deux options de batterie, une de 50,12 kWh capable de parcourir 430 kilomètres dans le cadre du cycle CLTC, une autre de 60,48 kWh lui permettant d'aller jusqu'à 510 km de portée.
Le design intérieur s'inspire de la salle de sport et des équipements sportifs tels que le tapis de course, le ring de boxe et les haltères,. L'écran d'infodivertissement central de 12,8 pouces peut être pivoté entre les positions verticale et horizontale.